# Don't Look Now
Don't Look Now (bra: Inverno de Sangue em Veneza; prt: Aquele Inverno em Veneza) é um filme independente ítalo-britânico de 1973, dos gêneros drama e suspense, dirigido por Nicolas Roeg, com roteiro de Allan Scott e Chris Bryant baseado no conto homônimo de Daphne du Maurier.

## Elenco
- Julie Christie...Laura Baxter
- Donald Sutherland...John Baxter
- Hilary Mason...Heather
- Clelia Matania...Wendy
- Massimo Serato...Bispo Barbarrigo
- Renato Scarpa...Inspetor Longhi
- Adelina Poerio

## Sinopse
Algum tempo depois da morte trágica da filha, o casal inglês John e Laura Baxter viaja até Veneza. A causa da viagem foi um trabalho aceito por John, o de restaurar uma antiga igreja católica localizada naquela cidade. Laura conhece duas irmãs escocesas idosas, Heather e Wendy, quando uma delas se diz vidente e afirma ter visto a filha falecida ao lado dela e do marido quando eles jantavam em um restaurante. Laura se convence de que a mulher diz a verdade quando descreve a capa de chuva vermelha que a menina vestia quando sofrera o acidente fatal. Laura conta às mulheres que o marido correra até a filha na hora do acidente e elas acham que ele também tem dons mediunicos. Laura volta a se encontrar com as irmãs, contrariando o marido, e elas lhe avisam que o homem corre perigo. Enquanto isso, ocorrem vários assassinatos na cidade e a polícia desconfia de que um assassino serial está agindo nas ruas.